# Joan Grant
Joan Grant (född Marshall), född 12 april 1907, död 3 februari 1989, var en brittisk författare.
Joan Grant gjorde sig främst känd för historiska romaner, ofta med motiv från Egypten. Hennes berättelser har ibland anspelningar på företeelser i hennes samtid. Grants romaner har ett budskap om mod, tolerans och rättskaffenhet. Bland hennes verk märks Winged Pharaoh (1937, svensk översättning Jag var Egyptens drottning, 1939), Life as Carola (1939, svensk översättning samma år), Eyes of Horus (1942, svensk översättning Solgudens återkomst, 1943), The scarlet fish and other stories (1942), Lord of the horizon (1943, svensk översättning 1945), Redskin morning (1944), Scarlet feather (1945, svensk översättning De två träden, 1946) och med grekiskt motiv, Return to Elysium (1947, svensk översättning 1949).
Joan Grant gifte sig 1927 med Leslie Grant, 1940 med Charles Beatty och 1960 med Denys Kelsey.